# 洪柱元
洪柱元（ホン・ジュウォン、영안위 홍주원、永安尉洪柱元、 1606年旧暦8月 1672年11月3日（旧暦9月14日）は、朝鮮の名家、豊山 洪氏の一族出身で洪霙の長男。爵号は永安尉（ヨンアニ）。第14代王・宣祖の娘婿。貞明公主の駙馬（夫）、儀賓である。

## 家族
父：洪霙
母：貞敬夫人延安李氏
義父：宣祖 (第14代国王)
義母：仁穆王后
妻：貞明公主
義弟：永昌大君
長男：洪台望（1625年 - 没年不詳 ）
次男：礼曹判書　貞簡公　洪萬容（1631年 - 1692年）
三男：洪萬衡（1633年 - 1670年）
四男：洪萬熙（1635年 - 1670年）
五男：洪台亮（1637年 - 没年不詳）
六男：洪台六（1641年 - 没年不詳）
七男：洪萬懐（1643年 - 1710年）
長女：洪台妊（1641年 - 没年不詳）

## 登場作品
- 『華政』（2015年 MBC）演:ソ・ガンジュン